# Connie Francis
Connie Francis (tên khai sinh: Concetta Rosa Maria Franconero, sinh ngày 12 tháng 12 năm 1937, mất ngày 17 tháng 7 năm 2025) là một ca sĩ nhạc pop, cựu nữ diễn viên người Mỹ, và là giọng ca nữ hàng đầu của những năm cuối thập niên 1950 và đầu thập niên 1960. Mặc dù sự thành công trên bảng xếp hạng của cô đã suy yếu trong nửa cuối thập niên 1960, nhưng Francis vẫn là một ca sĩ hòa nhạc hàng đầu. Mặc dù có nhiều gián đoạn nghiêm trọng trong sự nghiệp, cô vẫn hoạt động như một nghệ sĩ thu âm và biểu diễn.

## Tiểu sử

### 1937-1955: Tuổi thơ và lần đầu tiên xuất hiện
Francis sinh ra trong một gia đình người Mỹ gốc Ý ở vùng Down Neck, hay Ironbound, khu phố Newark, New Jersey, là con đầu lòng của George Franconero, Sr. và Ida Franconero (nhũ danh Ferrari-di Vito), trải qua những năm đầu tiên trong một khu phố Brooklyn trên đại lộ Utica / St. Đại lộ Marks trước khi gia đình chuyển đến New Jersey.
Lớn lên trong một khu phố người Do Thái gốc Ý, Francis trở nên thông thạo tiếng Yiddish, điều này sẽ dẫn cô sau đó để thu âm các bài hát bằng tiếng Yiddish và tiếng Do Thái.
Trong cuốn tự truyện Who's Sorry Now? xuất bản năm 1984, Francis nhớ lại rằng cô được cha khuyến khích xuất hiện thường xuyên tại các cuộc thi tài năng, cuộc thi và các lễ hội khác trong khu phố từ khi bốn tuổi với tư cách là một ca sĩ và người chơi đàn accordion.
Francis học trường trung học nghệ thuật Newark vào năm 1951 và 1952. Cô và cô gia đình chuyển đến Belleville, New Jersey, nơi Francis tốt nghiệp thứ nhì trong khóa học tại Belleville High School khóa năm 1955.
Trong thời gian này, Francis tiếp tục biểu diễn tại các lễ hội và chương trình tài năng của khu phố (một số chương trình được phát trên truyền hình), xuất hiện xen kẽ là Concetta Franconero và Connie Franconero. Dưới cái tên sau, cô cũng xuất hiện trên chương trình tạp kỹ Startime Kids của NBC từ năm 1953 đến 1955.
Trong các buổi diễn tập cho sự xuất hiện của cô trên chương trình Hướng đạo tài năng của Arthur Godfrey, Francis đã được Godfrey khuyên nên đổi tên nghệ danh của mình thành Connie Francis để phát âm dễ dàng hơn. Godfrey cũng bảo cô bỏ chơi đàn accordion - lời khuyên mà cô vui mừng làm theo, vì cô đã bắt đầu ghét nhạc cụ to và nặng này. Cùng thời gian đó, Francis đã làm một ca sĩ trong các bản thu âm trình diễn, được chú ý bởi các ca sĩ đã thành lập và/hoặc quản lý của họ, những người sau đó sẽ chọn hoặc từ chối thu âm bài hát cho một bản thu thương mại chuyên nghiệp.

### 1955-1957: Hợp đồng thu âm và một loạt các thất bại thương mại
Năm 1955, Startime Kids lên sóng. Vào tháng Năm cùng năm đó, George Schonero Sr. và quản lý của George, George Scheck đã quyên tiền cho một buổi ghi âm bốn bài hát mà họ hy vọng sẽ bán cho một công ty thu âm lớn dưới tên riêng của Francis. Câu chuyện kể rằng mọi hãng thu âm mà họ cố gắng đều từ chối, chủ yếu là vì, với tư cách là một ca sĩ demo, Francis có thể sao chép các ca sĩ nổi tiếng khác trong ngày như Kitty Kallen hoặc Kay Starr, nhưng chưa hát ra được âm thanh đặc biệt của riêng mình.
Cuối cùng, ngay cả khi MGM Records quyết định ký hợp đồng với cô, về cơ bản là vì một bản nhạc cô đã ghi, "Freddy", tình cờ là tên của con trai của một đồng giám đốc công ty, Harry A. Meyerson, người nghĩ rằng của bài hát này như một món quà sinh nhật tốt đẹp. Do đó, "Freddy" đã được phát hành dưới dạng đĩa đơn đầu tiên của Francis, và nó đã là một thất bại thương mại, giống như tám đĩa đơn sau đó của cô.
Mặc dù trải qua những thất bại, Francis đã được thuê để ghi lại giọng hát cho Tuesday Weld cảnh 'ca hát' trong bộ phim Rock, Rock, Rock năm 1956 và cho Freda Holloway trong bộ phim rock and roll Jamboree của Warner Brothers năm 1957.
Vào mùa thu năm 1957, Francis đã đạt được thành công trên bảng xếp hạng đầu tiên với một bản song ca mà cô đã thu âm với Marvin Rainwater: "The Majesty of Love", được kèm với bài "You, My Darlin 'You", đạt vị trí thứ 93 trên Hot 100 của Billboard. Cuối cùng, đĩa đơn này đã bán được hơn một triệu bản.